# Burg Allmut
Die Burg Allmut ist die Ruine einer Höhenburg im Stadtteil Aichen von Waldshut-Tiengen im baden-württembergischen Landkreis Waldshut in Deutschland.

## Lage
Die Ruine liegt sehr unzugänglich nahe bei dem Weiler Allmut unterhalb der Einmündung der Mettma in die Schlücht auf einem steilabfallenden Porphyrgrat. Die Burg hatte eine Länge von etwa 25 Meter und war nur wenige Meter breit.

## Geschichte
Die Burg war klein, aber hatte durch das nahe Dorf gute Einkünfte, und wurde von den Herren von Allmut erbaut, diese waren vermutlich Freibauern. Nach dem Erlöschen dieser Familie kam sie 1352 in die Hände der Grafen von Lupfen, eine Urkunde aus dem Jahr 1245 vom Domherr von Straßburg Graf Heinrich von Lupfen ausgestellt in castro meo Almout ist überliefert. Sie bleibt in Lupfischem Besitz bis Junker Eberhard von Lupfen sie an Diethelm von Mundelfingen für 420 Mark Silber verpfändete. Zum Besitz der Burg gehörte das Dorf Aichen. Herr Diethelm wohnte von da an auf der Burg und vererbte sie als rechtes Eigen auf seinen Sohn Heinrich von Mundelfingen, der verheiratet war mit Frau Agnes von Heudorf. Heinrich versetzte und verpfändete nun nach und nach Stückchenweise die kleine Herrschaft an Schaffhauser und Waldshuter Bürger. Als der Burgherr verstarb, hinterließ er nur eine Erbtochter, diese war verheiratet mit Göz am Stad aus einem Schaffhauser Patriziergeschlecht. Dieser trat sofort die Erbschaft an, doch auch der Schwager des Burgherrn, Hans von Heudorf erhob Anspruch und besetzte die Burg umgehend. Dies führte dazu, dass Göz den Hans gefangen nahm. Dann hört man bis in die Mitte des 15. Jahrhunderts nichts mehr, bis Junker Wilhelm von Heudorf und Ritter Pilgrim von Heudorf die Burg übernahmen. Die von Heudorf waren ein Rittergeschlecht aus dem Hegau und 3 Angehörige aus der Familie waren in der Schlacht von Sempach gefallen, sie standen auf der Seite Österreichs gegen die Eidgenossen. Die ständigen Händel und Fehden brachten in der Folge Schulden mit sich, und das Volk wurde arg gepresst. So ist überliefert, dass ein Bauer aus Aichen so lange im Block oder Stock gefangen gehalten wurde, bis er verstarb. 
Es half jedoch alles nichts, die Hypotheken und Schulden waren derart verstückelt, dass keine Ordnung mehr hergestellt werden konnte. Besitzer waren nun neben den genannten Bürgern der Herr Lukas von Reischach, der Landvogt von Rumlang, der Herr Heinrich von Wülflingen und Frau Veronika von Landenberg, also vier Pfandinhaber, oder sechs, und unsichere! Die nun folgenden Teilungen und Streitereien führten dazu, dass die Burg völlig zerfiel.

## Mehrfache Abgaben
In den Jahren 1487 und 1488 kam es zu einem Vergleich, um eine Exekution zu vermeiden, in dem Heinrich von Reischach auf Vorbehalt alles bekommen sollte, wenn die anderen nicht zahlungsfähig seien. Die Untertanen sollten jedoch weiterhin jedem Pfandinhaber abgabenpflichtig sein, und dem Herrn von Reischach für alles zusammen; die Aichener wollten dies nicht einsehen. Letztlich kaufte jedoch das Kloster St. Blasien 1498 die Schulden auf und wurde Besitzer der kleinen Herrschaft Allmut. Einen kleinen Restanteil und zwei Meierhöfe verkaufte Ernst von Reischach zu Schlatt im Hegau im Jahr 1587 ebenfalls an St. Blasien.